# CMTM3
CMTM3 (англ. CKLF like MARVEL transmembrane domain containing 3) – білок, який кодується однойменним геном, розташованим у людей на 16-й хромосомі. Довжина поліпептидного ланцюга білка становить 182 амінокислот, а молекулярна маса — 19 714.
| 10         |  | 20         |  | 30         |  | 40         |  | 50         |
| ---------- |  | ---------- |  | ---------- |  | ---------- |  | ---------- |
| MWPPDPDPDP |  | DPEPAGGSRP |  | GPAVPGLRAL |  | LPARAFLCSL |  | KGRLLLAESG |
| LSFITFICYV |  | ASSASAFLTA |  | PLLEFLLALY |  | FLFADAMQLN |  | DKWQGLCWPM |
| MDFLRCVTAA |  | LIYFAISITA |  | IAKYSDGASK |  | AAGVFGFFAT |  | IVFATDFYLI |
| FNDVAKFLKQ |  | GDSADETTAH |  | KTEEENSDSD |  | SD         |  |            |

A: Аланін

C: Цистеїн

D: Аспарагінова кислота

E: Глутамінова кислота

F: Фенілаланін

G: Гліцин

H: Гістидин

I: Ізолейцин

K: Лізин

L: Лейцин

M: Метіонін

N: Аспарагін

P: Пролін

Q: Глутамін

R: Аргінін

S: Серин

T: Треонін

V: Валін

W: Триптофан

Кодований геном білок за функцією належить до цитокінів. 
Задіяний у таких біологічних процесах, як хемотаксис, альтернативний сплайсинг. 
Локалізований у мембрані.